# Ga Sinnonhyeon
Ga Sinnonhyeon (Tiếng Hàn: 신논현역, Hanja: 新論峴驛) là ga trung chuyển trên Tàu điện ngầm Seoul tuyến 9 và Tuyến Shinbundang nằm ở Yeoksam-dong và Nonhyeon-dong, Gangnam-gu và Banpo-dong và Seocho-dong, Seocho-gu, Seoul. Ga Gangnam và Ga Nonhyeon nằm gần đây.
Một phần của Gangnam-daero từ lối thoát 5 của nhà ga đến lối thoát 2 của Ga Gangnam của Tuyến 2 được thiết kế như một vùng hút thuốc tự do bởi văn phòng Gangnam-gu.

## Lịch sử
- 18 tháng 9 năm 2008: Tên ga được quyết định là Ga Sinnonhyeon[3]
- 24 tháng 7 năm 2009: Bắt đầu hoạt động với việc khai trương đoạn Gaehwa ~ Sinnonhyeon của Tàu điện ngầm Seoul tuyến 9
- 28 tháng 3 năm 2015: Chuyển thành nhà ga trung gian với việc mở đoạn mở rộng giữa  Sinnonhyeon ~ Liên hợp thể thao
- 28 tháng 5 năm 2022: Trở thành ga trung chuyển với việc khai trương đoạn Gangnam ~ Sinsa của Tuyến Shinbundang.

## Bố trí ga

### Tuyến số 9 (B4F)
| Sapyeong (Địa phương) ↑ Xe buýt tốc hành (Tốc hành) ↑ |
| \| W/B \|                                             |
| ↓ Seonjeongneung (Tốc hành) ↓ Eonju (Địa phương)      |

| Hướng Tây  | ● Tuyến 9 | Địa phương          | ← Hướng đi Dongjak · Noryangjin · Dangsan · Sân bay Quốc tế Gimpo · Gaehwa                                           |
| Hướng Tây  | ● Tuyến 9 | Tốc hành            | ← Hướng đi Dongjak · Noryangjin · Dangsan · Yeomchang · Sân bay Quốc tế Gimpo                                        |
| Hướng Đông | ● Tuyến 9 | Địa phương·Tốc hành | → Hướng đi Seonjeongneung · Liên hợp thể thao · Seokchon · Công viên Olympic · Bệnh viện cựu chiến binh Trung ương → |

### Tuyến Shinbundang (B5F)
| ↑ Nonhyeon |
| \| S/B     |
| Gangnam ↓  |

| Hướng Bắc | ● Tuyến Shinbundang | ← Hướng đi Nonhyeon · Sinsa              |
| Hướng Nam | ● Tuyến Shinbundang | → Hướng đi Pangyo · Jeongja · Gwanggyo → |

## Xung quanh nhà ga
| Lối ra \| 나가는 곳 \| Exit \| 出口 | Lối ra \| 나가는 곳 \| Exit \| 出口 |
| ----------------------------------- | --- |
| 1                                   | Hướng đi Ga Sapyeong Hướng đi Banpo IC |
| 2                                   | Hướng đi Ga Nonhyeon Công viên Yeongubi |
| 3                                   | Chợ truyền thống Yeongdong Trường tiểu học Seoul Nonhyeon Tổng công ty y tế và phúc lợi cựu chiến binh Hàn Quốc Công viên Nonhyeon Kkachi                 |
| 4                                   | Hướng đi Yeoksam-dong |
| 5                                   | Bưu điện Yeoksam-dong Thư viện Quốc gia dành cho Trẻ em và Thanh niên                                                                                     |
| 6                                   | Hướng đi Ga Gangnam (Yeoksam-dong) Thư viện Quốc gia dành cho Trẻ em và Thanh niên Kukkiwon · Nhà tưởng niệm Kukkiwon Công viên Văn hóa Yeoksam           |
| 7                                   | Hướng đi Ga Gangnam (Seocho-dong) Trung tâm dịch vụ cộng đồng Seocho 4-dong Trường Tiểu học Seoul Seocho Trường Trung học cơ sở Seoil Công viên Myeongdal |
| 8                                   | Trường tiểu học Seoul Seocho |
| 9                                   | Trung tâm Dịch vụ Cộng đồng Seocho 4-dong |

## Thay đổi hành khách
| Năm | Số lượng hành khách (người) | Số lượng hành khách (người) | Tổng cộng | Ghi chú |  |  |       |
| --- | --------------------------- | --------------------------- | --------- | ------- |  |  | ----- |
| Năm | 2009                        | 35,111                      | Tổng cộng | Ghi chú |  |  | [ 4 ] |
| 2010 | 44,877                      |                             |           |         |  |  |       |
| 2011 | 51,238                      |                             |           |         |  |  |       |
| 2012 | 57,141                      |                             |           |         |  |  |       |
| 2013 | 60,849                      |                             |           |         |  |  |       |
| 2014 | 61,844                      |                             |           |         |  |  |       |
| 2015 | 58,309                      |                             |           |         |  |  |       |
| 2016 | 57,832                      |                             |           |         |  |  |       |
| 2017 | 58,124                      |                             |           |         |  |  |       |
| 2018 | 59,702                      |                             |           |         |  |  |       |
| 2019 | 66,919                      |                             |           |         |  |  |       |
| 2020 | 50,948                      |                             |           |         |  |  |       |
| 2021 | 51,404                      |                             |           |         |  |  |       |
| 2022 | 55,628                      | 16,779                      | 72,407    | [ 5 ]   |  |  |       |
| 2023 | 58,644                      | 21,005                      | 79,649    |         |  |  |       |
| Nguồn |                             |                             |           |         |  |  |       |
| : Phòng dữ liệu Tàu điện ngầm Seoul tuyến 9 Lưu trữ ngày 25 tháng 9 năm 2023 tại Wayback Machine : Hệ thống thông tin tích hợp dữ liệu lớn thẻ giao thông vận tải Bộ Đất đai, Cơ sở hạ tầng và Giao thông vận tải Thống kê đường sắt |                             |                             |           |         |  |  |       |

## Tai nạn – Sự cố

### Sự náo loạn sơ tán hành khách trên Tuyến 9 tháng 8 năm 2023
Vào lúc 8:36 tối ngày 6 tháng 8 năm 2023, người ta nhận được báo cáo rằng có mùi lạ từ chuyến tàu tốc hành 9655 trên Tuyến 9 đi đến Sân bay Quốc tế Gimpo, mọi người đang bỏ chạy và ngã xuống. Do đó, đoàn tàu trên Tuyến 9 đã dừng khẩn cấp tại Ga Sinnonhyeon và 7 người bị thương trong quá trình sơ tán. Ngoài ra, sau khi nhận được tin báo, 16 xe chữa cháy, 52 lính cứu hỏa, một số xe cảnh sát và xe cứu thương cùng hàng chục cảnh sát đã được điều đến ga Sinnonhyeon đã được gửi đi. Trong khi đó, một báo cáo đã nhận được rằng có một cuộc bạo động trong nhà ga, nhưng cuộc bạo loạn đã không được tìm thấy do kết quả của cuộc tìm kiếm.
Vì hiểu lầm rằng hành khách hét lên trên tàu điện ngầm nên hàng trăm người đã bỏ trốn và đội đặc nhiệm cảnh sát đã xuất phát, giày của hành khách bị tuột ra một cách bừa bãi, gây ảnh hưởng lớn đến các vụ việc dao kéo và dự báo khủng bố giả mạo gần đây. Theo cảnh sát, một nhân chứng tại hiện trường nói với cảnh sát rằng 'một vài người nước ngoài đang xem video đã hét lên 'wow', và những người dân xung quanh đã sợ hãi và náo loạn đã nổ ra.' Sau đó, Tuyến 9 tạm dừng hoạt động nhưng khoảng 10 phút sau đã hoạt động trở lại.
Về chi tiết, có thông tin tiết lộ rằng những người hâm mộ đã xem buổi phát sóng trực tiếp của BTS Suga trên Weverse đã hét lên như một nhóm khi Suga để lộ hình xăm tình bạn với các thành viên BTS.Video la hétTin tức 1Tin tức 2Tin tức 3Tin tức 4Tin tức 5
Hiểu lầm tiếng la hét của hành khách trên tàu điện ngầm, hàng trăm người bỏ chạy, cảnh sát đặc nhiệm được điều động, hành khách bị cởi giày ảnh hưởng rất lớn. Trên thực tế, tàu điện ngầm Seoul tuyến 9 có lượng người đông gấp ít nhất 2 lần so với bình thường vào giờ tan làm trong các ngày trong tuần, nhưng nó xảy ra tại khi trận đấu giữa Doosan Bears và KT Wiz kết thúc tại sân bóng chày Jamsil ngay trước ngay trước Ga liên hợp thể thao cách đó vài trạm dừng chân chỉ 40 phút, vì vậy có rất nhiều người xem trận đấu và muốn về nhà. Nếu điều này xảy ra vào giờ cao điểm của các ngày trong tuần, nơi đông đúc hơn thế này, trong trường hợp xấu nhất, nó thậm chí có thể dẫn đến tai nạn giẫm đạp, và trên thực tế, một số người đã bị thương.

## Hình ảnh

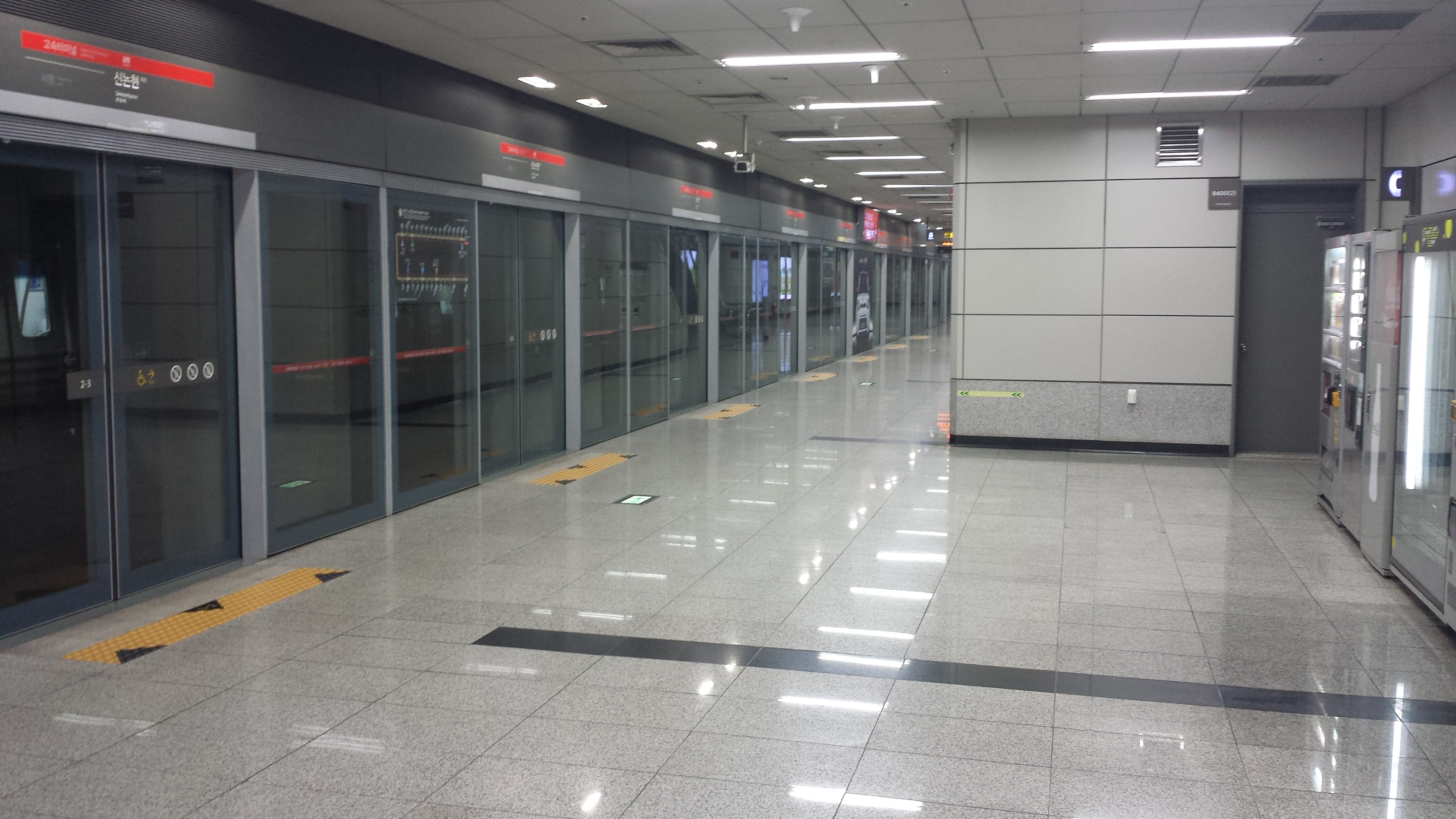
Sân ga hướng xuống (trước khi khai trương giai đoạn 2)
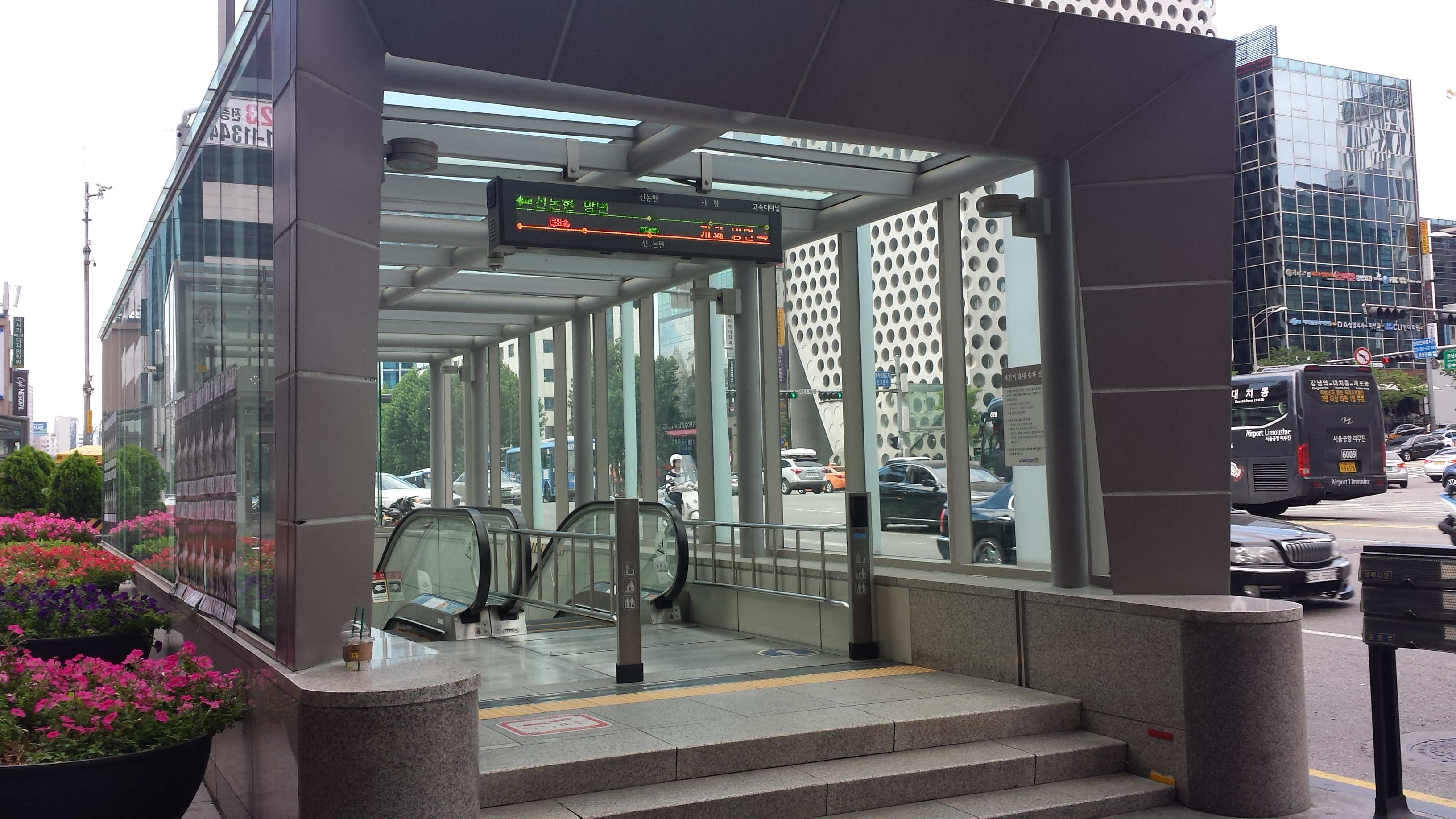
Lối ra 6 (trước khi khai trương giai đoạn 2)
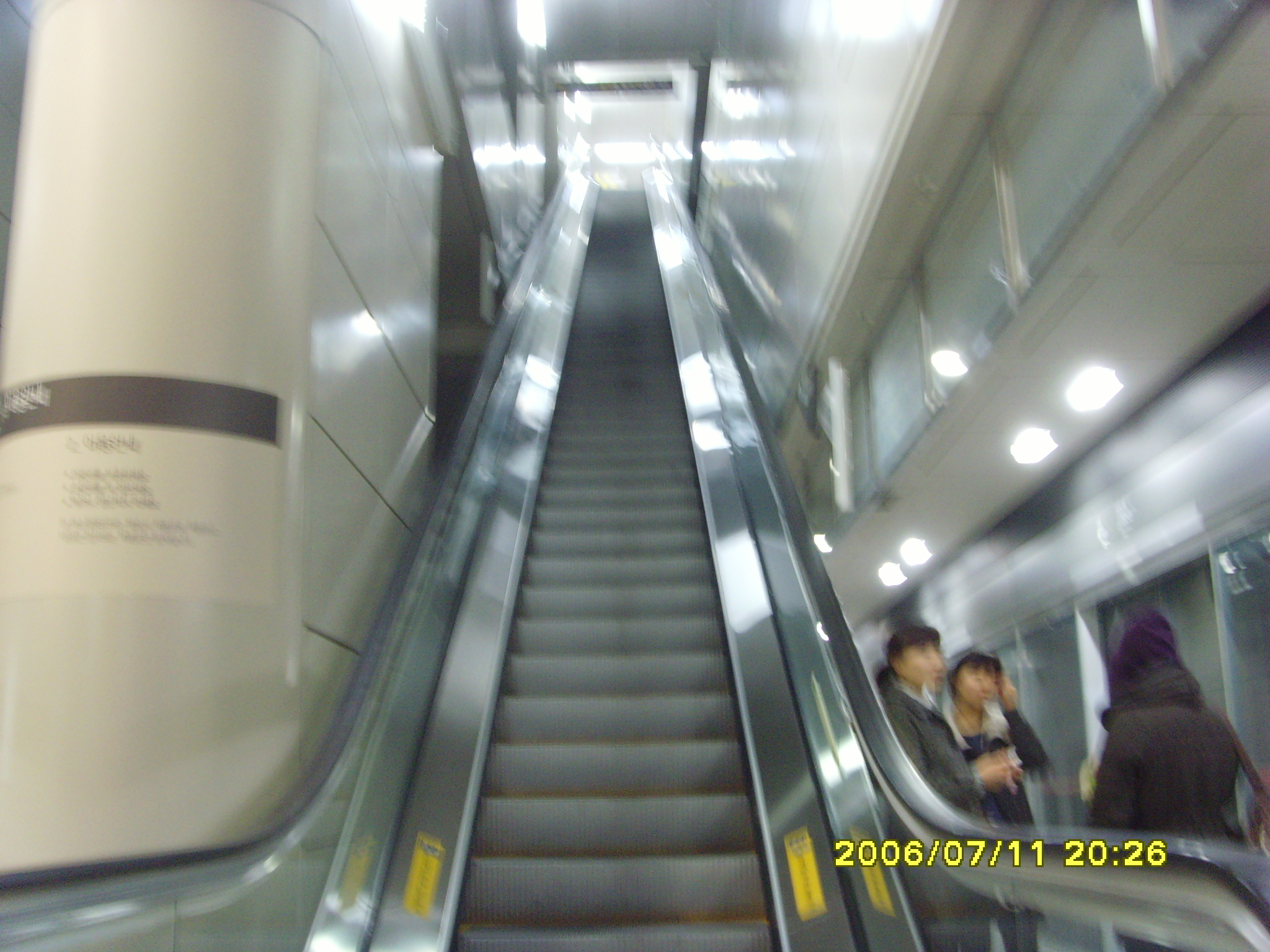
Thang cuốn
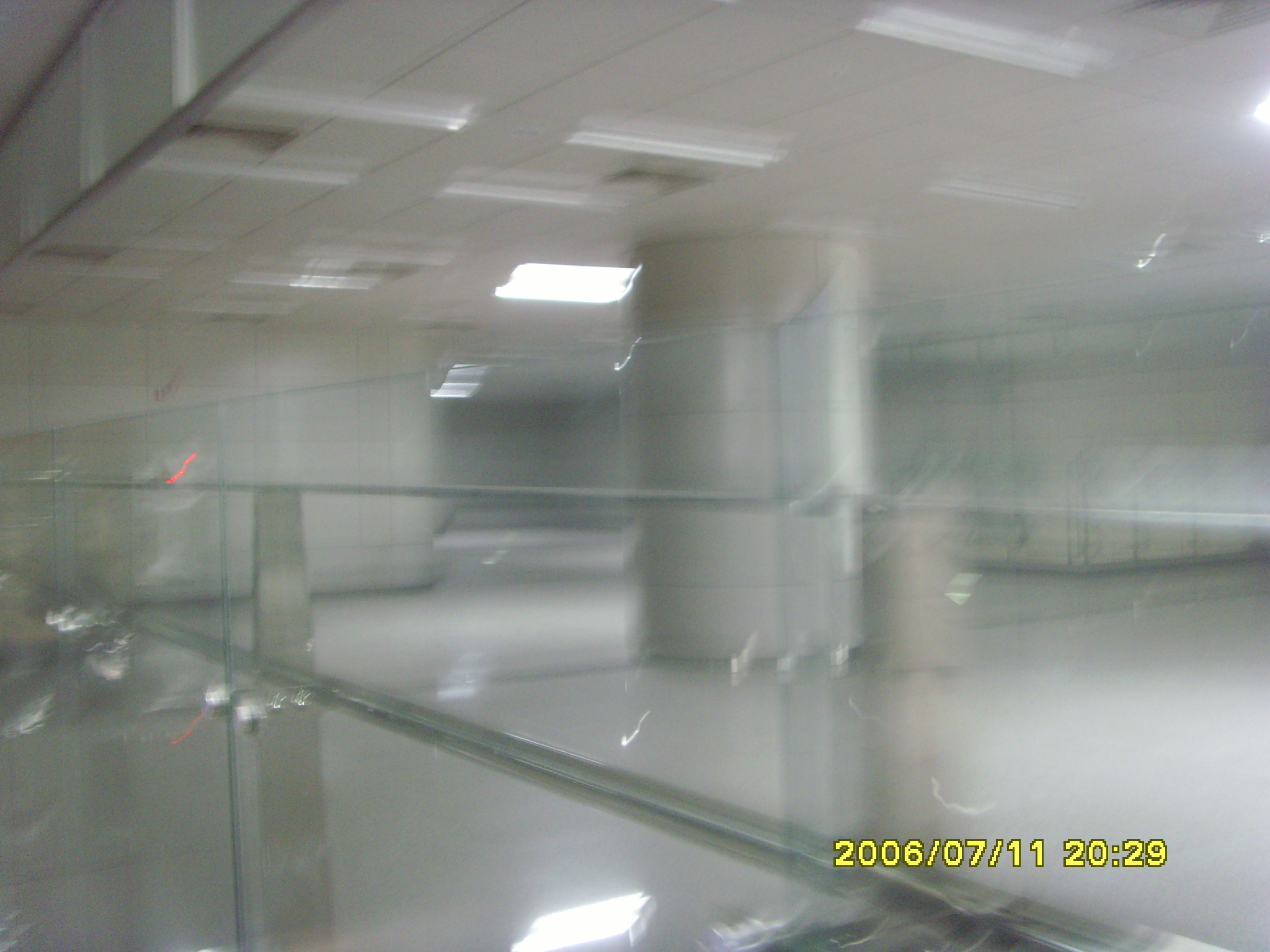
Vị trí quy hoạch hành lang trung chuyển (Tuyến Shinbundang đang vận hành)